# Szczuczno (jezioro na Pojezierzu Kaszubskim)
Szczuczno (kaszb. Jezoro Szczëczno) – jezioro wytopiskowe w woj. pomorskim, w pow. kartuskim, w gminie Kartuzy, leżące na terenie Pojezierza Kaszubskiego ("Kartuski Obszar Chronionego Krajobrazu") przy turystycznym szlaku  Kartuskim. Jezioro znajduje się na obszarze wsi Mezowo.

## Dane morfometryczne
Powierzchnia zwierciadła wody według różnych źródeł wynosi od 6,2 ha do 7,06 ha.
Zwierciadło wody położone jest na wysokości 165 m n.p.m..

## Hydronimia
Według urzędowego spisu opracowanego przez Komisję Nazw Miejscowości i Obiektów Fizjograficznych (KNMiOF) nazwa tego jeziora to Szczuczno. W różnych publikacjach i na mapach topograficznych jezioro to występuje pod nazwą Szczyczno.